# Sigave
Sigave és un dels 3 regnes oficials del territori d'ultramar francès de Wallis i Futuna, i ocupa un terç de l'est de Futuna, uns 30 kilòmetres quadrats. Igual que els altres regnes nadius de l'illa, Alo signà un tractat amb França, pel qual esdevingué un protectorat i posteriorment, un territori dependent de Nova Caledònia, abans de ser un territori independent d'ultramar.

## Geografia
El territori consta de 6 poblacions, amb una població segons el cens de 22 de juliol de 2003 de 1.746 habitants. El 97,3% de la població són polinesis de parla futuniana i religió catòlica. La capital i principal població és Leava, amb una població de 480 persones. El rei porta el títol de Tuisigave, i actualment el deté Visesio Moeliku, coronat el 10 de març del 2004.

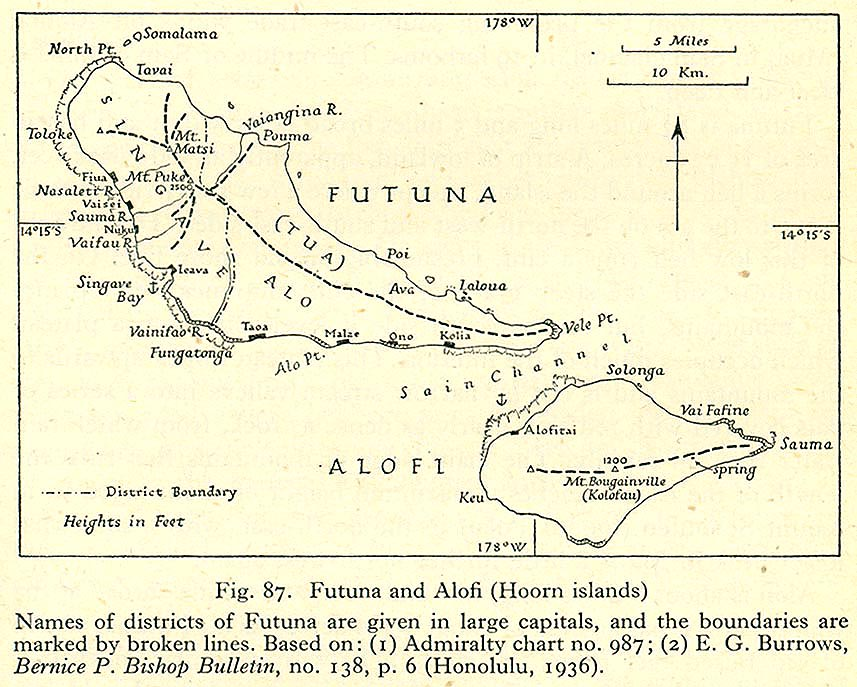
Mapa dels Regnes d'Alo i Sigave

## Població
| Nucli             | Població (Cens 2003-07-22) |
| ----------------- | -------------------------- |
| Costa Nord Futuna |                            |
| Taivai            | 216                        |
| Costa Sud Futuna  |                            |
| Toloke            | 398                        |
| Fiua              | 250                        |
| Vaisei            | 221                        |
| Nuku              | 315                        |
| Leava             | 480                        |
| Sigavé            | 1.880                      |

## Llista de reis de Sigave
- Tuikamea
- Inosiopogoi
- Latuka
- Vanae
- Petelo Keletaona
- Alefosio Tamole
- Lutotio
- Savelio Keletaona
- Mateo Tamole
- Toviko Keletaona
- Tamasi Tamole
- Sui Tamole
- Ligareto Falemaa
- Keletaona Keletaona
- Fololiano Sui Tamole
- Amole Keletaona
- Soane Vanai
- Pio Keletaona
- Sakopo Tamole « Pausu »
- Setefano Lavelua Keletaona
- Sileno Tamole « Veu »
- Alefosio Keletaona "Vasa"
- Ilalio Amosala
- Nasalio Keletolona
- Sagato Keletaona
- Sosefo Vanai
- Lafaele Malau
- Soane Patita Sokotaua
- Pasilio Keletaona
- Visesio Moeliku